# Plagioscion

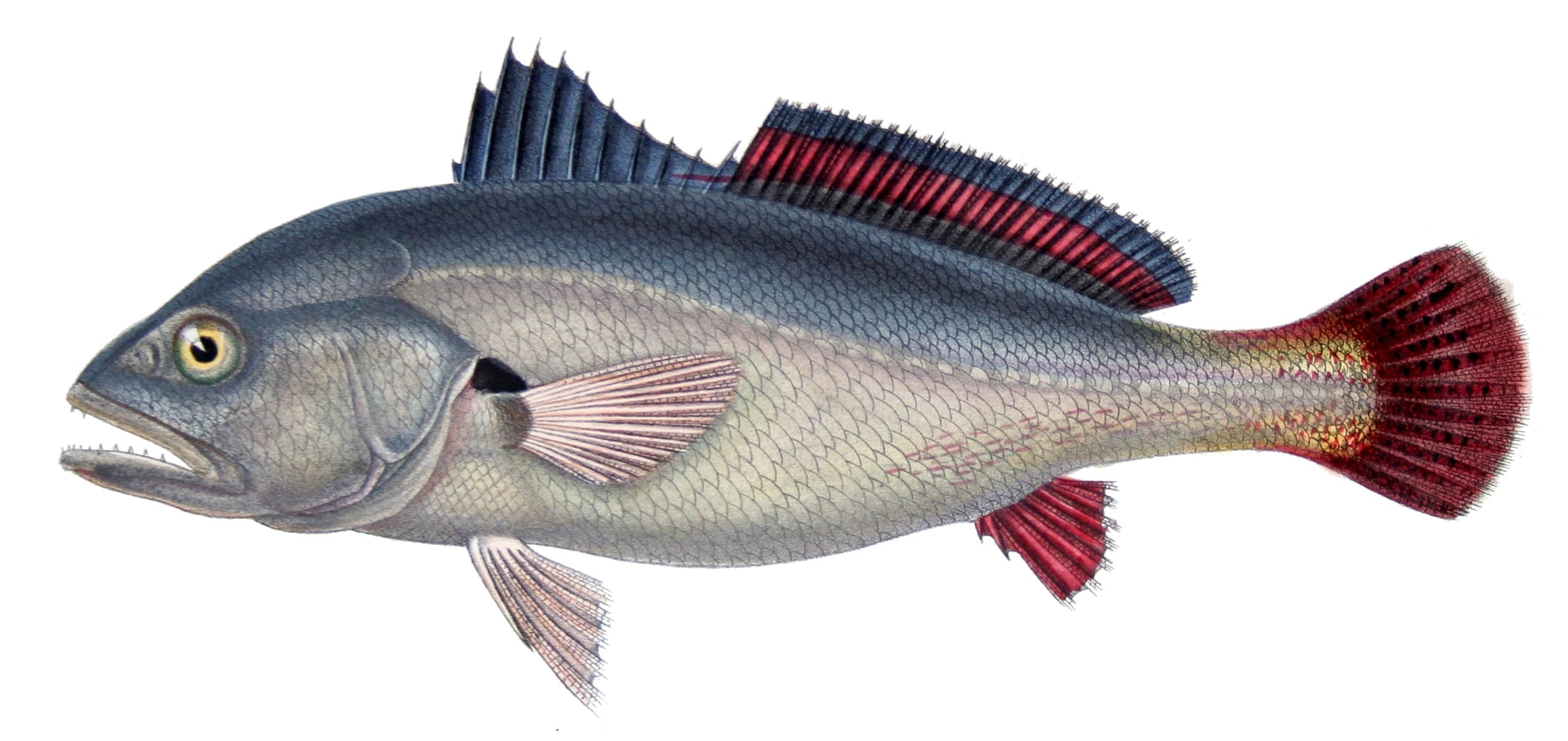
Plagioscion squamosissimus

Plagioscion és un gènere de peixos de la família dels esciènids i de l'ordre dels perciformes.

## Taxonomia
- Plagioscion auratus (Castelnau, 1855)[2]
- Plagioscion casattii (Aguilera & Rodrigues de Aguilera, 2001)[3]
- Plagioscion magdalenae (Steindachner, 1878)[4]
- Plagioscion microps (Steindachner, 1917)[5]
- Plagioscion montei (Soares & Casatti, 2000)[6]
- Plagioscion pauciradiatus (Steindachner, 1917)[5]
- Plagioscion squamosissimus (Heckel, 1840)[7][8]
- Plagioscion surinamensis (Bleeker, 1873)[9]
- Plagioscion ternetzi (Boulenger, 1895)[10][11][12][13][14][15][16]